# 六氟砷酸三碘
六氟砷酸三碘是一种无机化合物，化学式为I3AsF6。

## 制备
六氟砷酸三碘可由碘和五氟化砷在三氟化砷（或二氧化硫）中反应得到：
3 I2 + 3 AsF5 → 2 I3AsF6 + AsF3

## 性质
六氟砷酸三碘和过量的硫反应，可以得到S7IAsF6；和二(五氟乙基)二硒在三氟化砷中反应，可以得到相应的𬭄化合物：
2 I3AsF6 + Se2(C2F5)2 → 2 [I2SeC2F5]AsF6 + I2
它和氰化碘在二氧化硫-三氯氟甲烷中反应，可以得到含N+–I键的[ICNI]AsF6：
ICN + I3AsF6 → [ICNI]AsF6 + I2